# Leinenhändlersaga
Die Leinenhändlersaga ist ein Musiktheater-Stück, das etwa als Mischform zwischen Volksstück und Oper mit Elementen aus Operette und Musical angesiedelt ist, basierend auf den realen Gegebenheiten von Putzleinsdorf um 1874, der Zeit von Norbert Hanrieder. Das Libretto stammt von Johannes Huber, Musikschulpädagoge aus Putzleinsdorf, die Musik vom deutschen Komponisten Tristan Schulze. Am 22. Juli 2017 feierte das Stück seine Welturaufführung am Originalschauplatz, im Ort Putzleinsdorf im oberen Mühlviertel in Oberösterreich. Die musikalische Leitung hatte Thomas Eckerstorfer, Regie führte Norbert Huber, Choreografie: Anna Magdalena Auzinger, Bühnenbild: Clemens Huber. Mitwirkende waren u. a. Hans Falkinger, Christine Schaubmayr, Paul Linecker, Johanna Rachinger, Clemens Hellsberg u. v. a.; Orchester: NordwaldKammerorchester, Chor: Putzleinsdorfer Kirchenchor und weitere Chorsänger, Johanna Falkinger (Leitung).

## Handlung
Zwei beste Freundinnen im jugendlichen Überschwang der ersten Liebe. Nichts könnte ihre Freude trüben, wären da nicht ihre Väter, die dem Glück ihrer Töchter im Weg stehen.
Die Nachricht vom bevorstehenden Wechsel des Pfarrvikars bringt Unruhe in den spießbürgerlichen Alltag. Der Schulmeister Anton Wögerbauer will dieses Ereignis zum Anlass nehmen, in den Ruhestand zu treten und seinem voraussichtlichen Nachfolger Josef Hofer endlich die Hand seiner Tochter Hedwig zu geben. Der reiche Leinenhändler und liberale Bürgermeister Ignaz Schraml wiederum will diese Gelegenheit nutzen, den erneut zunehmenden Einfluss der Kirche im öffentlichen Leben zurückzudrängen. Um auf der gesellschaftlichen Bühne präsenter zu sein, organisiert er ein Trabrennen.
Doch die Ereignisse nehmen nicht ihren vorgesehenen Lauf. Der Bauernsohn Adam gewinnt unerwartet das Rennen und macht bei diesem Anlass sein Verhältnis zu Schramls Tochter Karoline öffentlich. Schraml hat aber für seine Tochter ganz andere Pläne. Auch den Heiratsplänen von Josef und Hedwig droht das jähe Ende. Im Dickicht persönlicher Befindlichkeiten und verwirrter Gefühle, von familiären Verhältnissen und dem Wiener Börsenkrach beeinflusst, bricht sich das Schicksal eine unerwartete Bahn.